# Petrosavia
Petrosavia es un género perteneciente a la familia Petrosaviaceae. Contiene tres especies que se encuentran en el este de Asia. El nombre del género es en honor a Pietro Savi.

## Descripción
Son plantas herbáceas, (Petrosavia es sin clorofila, micoheterotrófica, sin vasos), rizomatosas con hojas dispuestas en espiral (escamosas en el rizoma). Sin pelos. Las inflorescencias son racimos con brácteas, con bracteolas sublaterales o sin bracteolas. Las flores son pediceladas, seis tépalos persistentes con sus dos verticilos ligeramente diferenciados (el externo es un poco más pequeño), cada miembro con una única traza, formando un tubo corto, el androceo inserto en la base de los tépalos o libre, microsporogénesis simultánea, polen monosulcado, de 3 células. Nectarios en los septos. Petrosavia es aclorofila y micotrófica.

## Especies
- Petrosavia sakuraii
- Petrosavia sinii
- Petrosavia stellaris

## Sinonimia
- Protolirion Ridl., Ann. Bot. (Oxford) 9: 56 (1895).
- Miyoshia Makino, Bot. Mag. (Tokyo) 17: 144 (1903).[1]